# Белый Яр (Ханты-Мансийский автономный округ)
Бе́лый Яр — посёлок городского типа в Сургутском районе Ханты-Мансийского автономного округа России.

## География
Расстояние до административного центра 10 км. Расстояние до ближайшей железнодорожной станции 8 км.

## История[3]

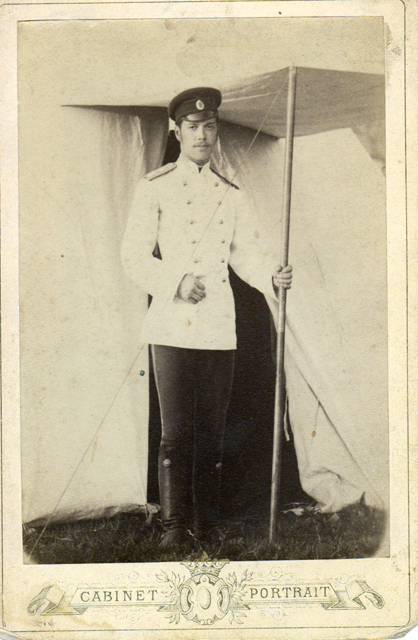
Цесаревич Николай Александрович в 1891 г.

В 1850 году в районе Белого Яра появилась пристань, на которой заготавливались дрова для проходивших мимо Сургута пароходов. В 1870 году на пристани были построены амбары и четыре жилых дома.
В 1879 году на пристани открыли метеорологическую станцию, в 1881 году была проложена грунтовая дорога до Сургута, в 1893 году открыт водомерный пост, в 1900 году на пристань протянули семикилометровую телефонную линию.
20 июля 1891 года на белоярскую пристань спустился наследник престола цесаревич Николай Александрович, совершавший путешествие по Сибири и Дальнему Востоку. Здесь он выслушал рапорт Тобольского губернатора и принял депутатов от местного населения.
Деревня с названием Белый Яр появилась на карте Сургутского района в 1930 году. Была организована рыбоартель. Жители занимались рыбной ловлей, животноводством и полеводством.
В октябре 1958 года был образован Белоярский сельский Совет.
Статус рабочего поселка (посёлка городского типа) Белый Яр получил 5 ноября 1984 года.

## Климат
- Среднегодовая температура воздуха — −2,3 °C
- Относительная влажность воздуха — 76,0 %
- Средняя скорость ветра — 3,1 м/с

| Среднесуточная температура воздуха Белого Яра по данным NASA | Среднесуточная температура воздуха Белого Яра по данным NASA | Среднесуточная температура воздуха Белого Яра по данным NASA | Среднесуточная температура воздуха Белого Яра по данным NASA | Среднесуточная температура воздуха Белого Яра по данным NASA | Среднесуточная температура воздуха Белого Яра по данным NASA | Среднесуточная температура воздуха Белого Яра по данным NASA | Среднесуточная температура воздуха Белого Яра по данным NASA | Среднесуточная температура воздуха Белого Яра по данным NASA | Среднесуточная температура воздуха Белого Яра по данным NASA | Среднесуточная температура воздуха Белого Яра по данным NASA | Среднесуточная температура воздуха Белого Яра по данным NASA | Среднесуточная температура воздуха Белого Яра по данным NASA |
| Янв                                                          | Фев                                                          | Мар                                                          | Апр                                                          | Май                                                          | Июн                                                          | Июл                                                          | Авг                                                          | Сен                                                          | Окт                                                          | Ноя                                                          | Дек                                                          | Год                                                          |
| −18,2 °C                                                     | −16,7 °C                                                     | −10,3 °C                                                     | −5,0 °C                                                      | 4,2 °C                                                       | 13,0 °C                                                      | 17,2 °C                                                      | 13,3 °C                                                      | 5,9 °C                                                       | −1,9 °C                                                      | −12,7 °C                                                     | −17,3 °C                                                     | −2,3 °C                                                      |
| ------------------------------------------------------------ | ------------------------------------------------------------ | ------------------------------------------------------------ | ------------------------------------------------------------ | ------------------------------------------------------------ | ------------------------------------------------------------ | ------------------------------------------------------------ | ------------------------------------------------------------ | ------------------------------------------------------------ | ------------------------------------------------------------ | ------------------------------------------------------------ | ------------------------------------------------------------ | ------------------------------------------------------------ |

## Население
| 2002    | 2009    | 2010    | 2012    | 2013    | 2014    | 2015    |
| ------- | ------- | ------- | ------- | ------- | ------- | ------- |
| 14 392  | ↗14 566 | ↗14 580 | ↗15 696 | ↗16 549 | ↗16 859 | ↗16 953 |
| 2016    | 2017    | 2018    | 2019    | 2020    | 2021    |         |
| ↗17 327 | ↘17 284 | ↗17 304 | ↗17 431 | ↗17 774 | ↘16 141 |         |

## Инфраструктура
- Детский сад "Сибирячок"
- Детский сад "Соловушка"
- Детский сад "Теремок"
- Средняя общеобразовательная школа № 1
- Средняя общеобразовательная школа № 3
- Детская школа искусств
- Спортивная школа № 2
- Центр досуга и творчества
- Сургутская районная поликлиника
- Спортивный комплекс